# Улица Вольного Новгорода
У́лица Во́льного Но́вгорода (до 1923 года — Косая Новгородская улица) — улица в центре Твери, соединяющая площадь Михаила Тверского с набережной Степана Разина.

## География
Улица Вольного Новгорода проходит с северо-запада на юго-восток по территории Центрального района Твери. Начинается от набережной Степана Разина и Свободного переулка, около кинотеатра Звезда, пересекает Тверской проспект недалеко от Нововолжского моста, Трёхсвятскую улицу и упирается в Советскую площадь.
Общая протяжённость улицы составляет 750 метров.
Вместе с нынешними Новоторжской и Советской улицами образовывает три луча трёхлучевой планировки центра города, спланированной в 1760-е годы архитектором Петром Никитиным .

## Название
Первое название улицы — Новгородская, которое указывало на её направление: она вела к плашкоутному мосту через Волгу, откуда начинался путь на Новгород. В середине XIX века улица получила название Косая Новгородская (дополнительное слово указывало на то, что это один из «косых» лучей по отношению к главной (Советской) улице. С 1923 года используется современное название.

## История
До 1900 года улица выходила к плашкоутному мосту через Волгу, впервые наведённому в 1700 году по приказу Петра I.
Улица была проведена в соответствии с первым регулярным планом застройки города в 1760-х годы.
В период немецкой оккупации города (октябрь — декабрь 1941 года) пострадали многие дома на улице Вольного Новгорода, после войны часть из них была восстановлена, а на месте других построены новые, например, дом № 1 (1951, арх. Ф. И. Макаров) и др. Тогда же улица была превращена в бульвар с односторонним движением транспорта.

## Здания и сооружения
На улице Вольного Новгорода расположены бывший дом купца Зубчанинова (№ 10, нач. XIX в., архит. К. И. Росси), жилой дом № 9, построенный в 1777 году, а также экспериментально-конструкторский отдел ВНИИстром (№ 7).